# IBEX 35
El IBEX 35 (acrónimo de Iberia Index) es el principal índice bursátil de referencia de la bolsa española elaborado por Bolsas y Mercados Españoles (BME). Está formado por las 35 empresas con más liquidez que cotizan en el Sistema de Interconexión Bursátil Español (SIBE) en las cuatro bolsas españolas (Madrid, Barcelona, Bilbao y Valencia). Es un índice ponderado por capitalización bursátil; es decir, al igual que índices como el S&P 500, no todas las empresas que lo forman tienen el mismo peso.

## Cálculo
La fórmula utilizada para el cálculo del valor del índice es:
{\displaystyle I(t)=I(t-1)\times {\frac {\sum _{i=1}^{35}Cap_{i}(t)\,}{[\,\sum _{i=1}^{35}Cap_{i}(t-1)\,\pm J\,]\,}},}
donde I(t) es el valor del índice en el momento t, I(fecha de fundación) = 2.676,12, Cap es la capitalización bursátil del free float de las compañías que integran el índice y J es un coeficiente usado para ajustar el índice para que no se vea afectado por ampliaciones de capital, etc.
Las empresas con mayor capitalización bursátil tienen mayor peso dentro del índice, y sus alzas y bajas influirán en mayor medida en el movimiento final del IBEX 35. Esto significa que cuando la cotización de valores como Banco Santander, Inditex, Iberdrola, BBVA, Telefónica o Amadeus es a la baja, la evolución del IBEX 35 genera gran preocupación, porque estas empresas influyen mucho sobre el índice. Por eso se mira a los seis primeros valores del índice con mucha más frecuencia y atención.
Los criterios utilizados por el CAT (Comité asesor Técnico) para la inclusión o salida del IBEX 35 son principalmente la liquidez de los títulos, número de acciones en circulación, valor de capitalización bursátil, etc.
Este comité se reúne cada seis meses de forma ordinaria (normalmente junio y diciembre), aunque pueden convocarse reuniones extraordinarias cuando las circunstancias así lo requieran.

## Historia

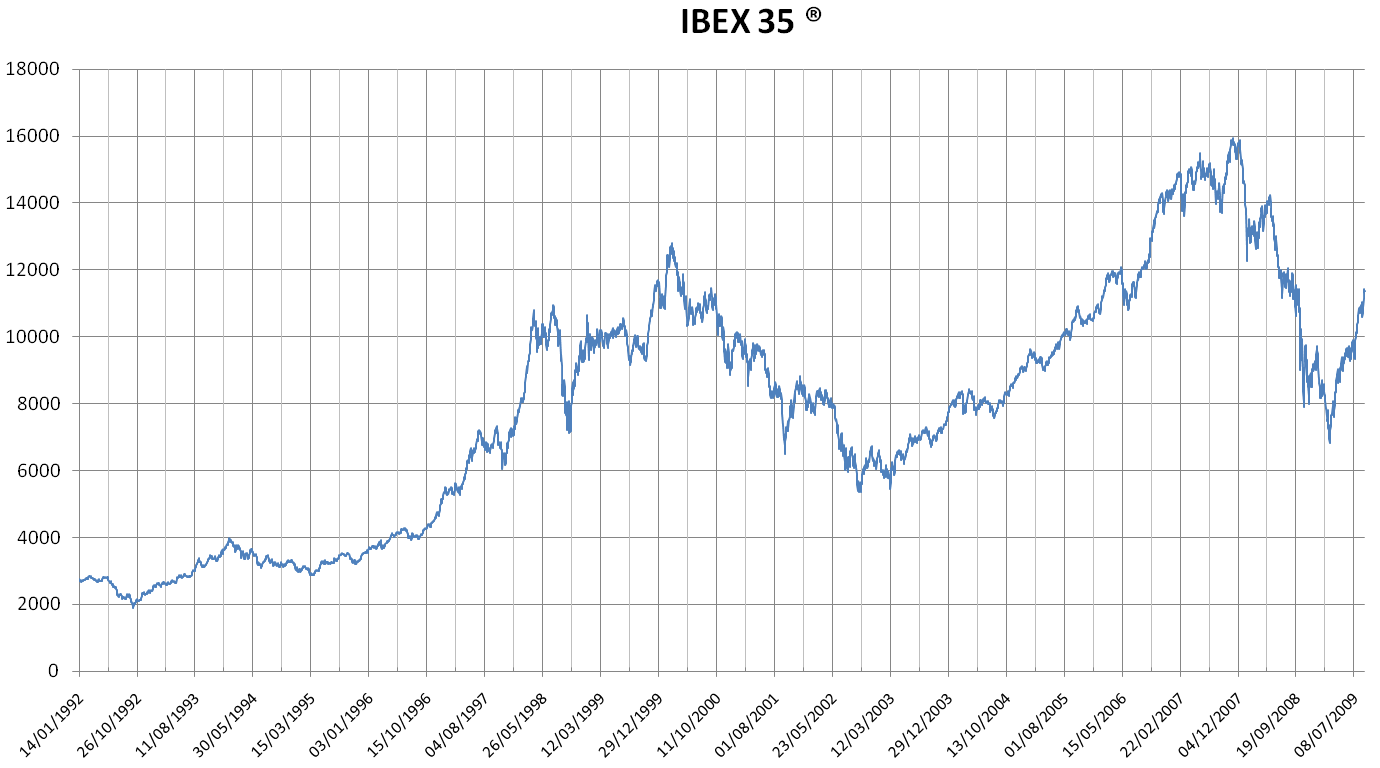
Evolución del IBEX 35 entre los años 1992 y 2009.

El IBEX 35 se puso en marcha el 14 de enero de 1992, con un valor inicial de 2.693,17 puntos.
La mayor subida diaria del IBEX 35 se produjo el lunes 10 de mayo de 2010, fecha en la que subió un 14,43 % (de 9.065,10 hasta los 10 351,90 puntos). Esta subida se produjo debido a la aprobación del plan de rescate europeo después de la tercera peor semana del índice en su historia (la primera fue en octubre de 2008, cuando perdió un 21,20 % en solo cinco días de cotización tras la quiebra de Lehman Brothers y el inicio de la Gran Recesión; la segunda mayor caída semanal fue en 2020 y se comenta más adelante).
La mayor subida anual fue en el año 1993; subió un 54,20%.
La mayor racha de días seguidos subiendo es de 11 días y se ha dado en dos años: en 2005 fue entre el 25 de enero y el 8 de febrero, y en 2009 del 10 al 24 de marzo.
La mayor caída diaria del IBEX 35 se produjo durante la pandemia de COVID-19, el jueves 12 de marzo de 2020 con el colapso del mercado de valores de 2020, con una caída del 14,06 %. Esa semana el Ibex cayó un 20,85%, la mayor caída semanal desde 2008 y la segunda mayor caída semanal histórica. La segunda mayor caída diaria fue el día después de la victoria del Brexit en el Referéndum sobre la permanencia del Reino Unido en la Unión Europea (cayó un 12,35%).
La mayor caída anual fue en el año 2008; bajó un 39,43%.
La mayor racha de días seguidos bajando fue de 12 días, entre el 17 de agosto y el 1 de septiembre de 2022.
El 20 de abril de 2025 el Ibex35 consiguió la mayor apertura de su historia (8,59%) en medio de las turbulencias ocasionadas por los aranceles decretados por Estados Unidos

### Máximo y mínimo históricos
La máxima cotización histórica del IBEX 35 hasta la actualidad se alcanzó el 8 de noviembre de 2007: 15.945,70 puntos. En sesión intradía (es decir, las oscilaciones que se producen cada día que la bolsa está abierta entre el mínimo y el máximo diario de cotización) hubo un instante en que el IBEX 35 llegó a tocar los 16.040,40 puntos el 9 de noviembre de 2007 (aunque al final acabó cerrando la sesión de ese día en 15.731,20 puntos). Esa época era el cenit de la burbuja inmobiliaria en España, a principios de los años 2000.
La mínima cotización histórica del IBEX 35 se alcanzó pocos meses después de su creación en 1992; en concreto el 5 de octubre de 1992 el IBEX bajó hasta 1.873,58 puntos (era el inicio de la recesión de 1992-1993). Tras unos años de subidas, hubo otro mínimo el 24 de septiembre de 2002 (5.390,90 puntos, consecuencia de la crisis de la burbuja puntocom, los atentados del 11-S, la crisis del "Corralito" en Argentina y una posible guerra en Irak que acabó sucediendo). Desde el año 2004 hasta la actualidad el mínimo se alcanzó el 24 de julio de 2012 (5.956,30 puntos, en medio de la crisis económica española (2008-2014)).

## Selección de la composición del IBEX 35
La entrada o salida de valores del índice es decisión de un grupo de expertos denominado Comité Asesor Técnico (CAT) . Este comité se reúne para tal fin dos veces al año, normalmente en junio y en diciembre, haciéndose efectivas las modificaciones el primer día hábil de julio y el primer día hábil de enero de cada año. No obstante, pueden celebrarse reuniones extraordinarias ante circunstancias que así lo requieran para modificar la composición del IBEX 35.
Para que un valor forme parte del IBEX 35, se requiere que:
- Su capitalización media sea superior al 0,30 % de la capitalización media del IBEX 35 en el período analizado.
- Que haya sido contratado por lo menos en la tercera parte de las sesiones de ese período.

No obstante, de no cumplirse dicha condición, la empresa también podría ser elegida para entrar en el índice si estuviese entre los 20 valores con mayor capitalización bursátil.

## Composición del IBEX 35
En determinadas ocasiones y de manera temporal, el índice no ha contado con 35 valores, sino que ha estado compuesto por 34 o 36 valores.

### Componentes
En la siguiente tabla se indican los 35 valores que componen el IBEX 35, a fecha de 31 de octubre de 2023:
| Ticker | Empresa                          | Sede                 | Entrada | Sector                                  | ISIN         | Ponderación (Sep. 2022) |
| ------ | -------------------------------- | -------------------- | ------- | --------------------------------------- | ------------ | ----------------------- |
| ANA    | Acciona                          | Alcobendas           | 2015    | Construcción                            | ES0125220311 | 1,12                    |
| ANE    | Acciona Energía                  | Alcobendas           | 2022    | Energías renovables                     | ES0105563003 | 0,36                    |
| ACX    | Acerinox                         | Madrid               | 2015    | Mineral, metales y transformación       | ES0132105018 | 0,49                    |
| ACS    | ACS                              | Madrid               | 1998    | Construcción                            | ES0167050915 | 2,03                    |
| AENA   | Aena                             | Madrid               | 2015    | Transporte y distribución               | ES0105046009 | 3,51                    |
| AMS    | Amadeus IT Group                 | Madrid               | 2011    | Electrónica y software                  | ES0109067019 | 5,19                    |
| MTS    | ArcelorMittal                    | Ciudad de Luxemburgo | 2009    | Mineral, metales y transformación       | LU1598757687 | 0,76                    |
| SAB    | Banco Sabadell                   | Sabadell             | 2004    | Bancos y cajas de ahorro                | ES0113860A34 | 1,41                    |
| BKT    | Bankinter                        | Madrid               | 1992    | Bancos y cajas de ahorro                | ES0113679I37 | 1,15                    |
| BBVA   | BBVA                             | Bilbao               | 1992    | Bancos y cajas de ahorro                | ES0113211835 | 9,48                    |
| CABK   | CaixaBank                        | Valencia             | 2009    | Bancos y cajas de ahorro                | ES0140609019 | 4,93                    |
| CLNX   | Cellnex Telecom                  | Madrid               | 2016    | Telecomunicaciones y otros              | ES0105066007 | 4,19                    |
| ENG    | Enagás                           | Madrid               | 2003    | Electricidad y gas                      | ES0130960018 | 0,89                    |
| ELE    | Endesa                           | Madrid               | 1992    | Electricidad y gas                      | ES0130670112 | 1,61                    |
| FER    | Ferrovial                        | Ámsterdam            | 1999    | Construcción                            | ES0118900010 | 4,43                    |
| FDR    | Fluidra                          | San Cugat del Vallés | 2021    | Ingeniería y otros                      | ES0137650018 | 0,55                    |
| GRF    | Grifols                          | Barcelona            | 2008    | Productos farmacéuticos y biotecnología | ES0171996087 | 0,97                    |
| IAG    | IAG                              | Madrid               | 2011    | Transporte y distribución               | ES0177542018 | 1,76                    |
| IBE    | Iberdrola                        | Bilbao               | 1992    | Electricidad y gas                      | ES0144580Y14 | 14,27                   |
| ITX    | Inditex                          | Arteijo              | 2001    | Textil, vestido y calzado               | ES0148396007 | 13,03                   |
| IDR    | Indra Sistemas                   | Alcobendas           | 1999    | Electrónica y software                  | ES0118594417 | 0,50                    |
| COL    | Inmobiliaria Colonial            | Madrid               | 2007    | SOCIMI                                  | ES0139140174 | 0,49                    |
| LOG    | Logista                          | Leganés              | 2022    | Transporte y Distribución               | ES0105027009 | 0,53                    |
| MAP    | Mapfre                           | Majadahonda          | 1992    | Seguros                                 | ES0124244E34 | 0,78                    |
| MEL    | Meliá Hotels International       | Palma de Mallorca    | 2016    | Ocio, turismo y hostelería              | ES0176252718 | 0,20                    |
| MRL    | Merlin Properties                | Madrid               | 2015    | SOCIMI                                  | ES0105025003 | 0,79                    |
| NTGY   | Naturgy                          | Madrid               | 2018    | Electricidad y gas                      | ES0116870314 | 1,11                    |
| RED    | Redeia                           | Alcobendas           | 2000    | Electricidad y gas                      | ES0173093024 | 1,70                    |
| REP    | Repsol                           | Madrid               | 1992    | Petróleo                                | ES0173516115 | 3,78                    |
| ROVI   | Laboratorios Rovi                | Pozuelo de Alarcón   | 2021    | Productos farmacéuticos y biotecnología | ES0157261019 | 0,35                    |
| SCYR   | Sacyr                            | Madrid               | 2022    | Construcción                            | ES0182870214 | 0,40                    |
| SAN    | Santander                        | Santander            | 1992    | Bancos y cajas de ahorro                | ES0113900J37 | 12,01                   |
| SLR    | Solaria Energía y Medio Ambiente | Madrid               | 2020    | Energías renovables                     | ES0165386014 | 0,30                    |
| TEF    | Telefónica                       | Madrid               | 1992    | Telecomunicaciones y otros              | ES0178430E18 | 4,49                    |
| UNI    | Unicaja                          | Málaga               | 2022    | Bancos y cajas de ahorro                | ES0180907000 | 0,45                    |

El valor de capitalización de los valores del IBEX 35, a fecha de 31 de octubre de 2023, era de 467.105.174.822,1670€.

### Componentes históricos
Valores que formaron parte del IBEX 35 en el pasado:
| Ticker | Empresa                             | Sede                       | Abandono | Sector                                    |
| ------ | ----------------------------------- | -------------------------- | -------- | ----------------------------------------- |
| ABG    | Abengoa                             | Sevilla                    | 2015     | Ingeniería y otros                        |
| ABE    | Abertis Infraestructuras            | Madrid                     | 2018     | Construcción                              |
| ACR    | Aceralia                            | Bilbao                     | 2004     | Mineral, metales y transformación         |
| AGR    | Agromán                             | Madrid                     | 1993     | Construcción                              |
| AGS    | Aguas de Barcelona                  | Barcelona                  | 2008     | Alimentación y bebidas                    |
| ALM    | Almirall                            | Barcelona                  | 2022     | Productos farmacéuticos y biotecnología   |
| ALT    | Altadis                             | Madrid                     | 2008     | Otros bienes de consumo                   |
| AMP    | Amper                               | Pozuelo de Alarcón         | 1999     | Telecomunicaciones y otros                |
| A3TV   | Antena 3 TV                         | San Sebastián de los Reyes | 2008     | Medios de comunicación y publicidad       |
| LOR    | Arcelor                             | Ciudad de Luxemburgo       | 2006     | Mineral, metales y transformación         |
| ARG    | Argentaria                          | Madrid                     | 2000     | Bancos y cajas de ahorro                  |
| ASL    | Asland                              | Barcelona                  | 1994     | Industria química                         |
| AZC    | Asturiana de Zinc                   | Asturias                   | 1999     | Industria química                         |
| AUM    | Autopistas del Mare Nostrum         | Valencia                   | 2000     | Construcción                              |
| BBV    | Banco Bilbao Vizcaya                | Bilbao                     | 2000     | Bancos y cajas de ahorro                  |
| CEN    | Banco Central                       | Madrid                     | 1991     | Bancos y cajas de ahorro                  |
| BCH    | Banco Central Hispano               | Madrid                     | 1999     | Bancos y cajas de ahorro                  |
| HIS    | Banco Hispano Americano             | Madrid                     | 1991     | Bancos y cajas de ahorro                  |
| POP    | Banco Popular                       | Madrid                     | 2017     | Bancos y cajas de ahorro                  |
| BTO    | Banesto                             | Madrid                     | 2011     | Bancos y cajas de ahorro                  |
| BKIA   | Bankia                              | Valencia                   | 2021     | Bancos y cajas de ahorro                  |
| BME    | Bolsas y Mercados Españoles         | Madrid                     | 2015     | Bancos y cajas de ahorro                  |
| CAR    | Carrefour                           | Francia                    | 2007     | Alimentación y bebidas                    |
| CEP    | Cepsa                               | Madrid                     | 1993     | Petróleo                                  |
| CIE    | CIE Automotive                      | Bilbao                     | 2022     | Mineral, metales y transformación         |
| CIN    | Cintra                              | Madrid                     | 2009     | Construcción                              |
| CTE    | Continente                          | Francia                    | 2000     | Alimentación y bebidas                    |
| ALB    | Corporación Financiera Alba         | Madrid                     | 2003     | Cartera y holding                         |
| CTF    | Cortefiel                           | Madrid                     | 1995     | Textil, vestido y calzado                 |
| SEV    | Compañía Sevillana de Electricidad  | Sevilla                    | 1999     | Electricidad y gas                        |
| CRI    | Cristalería Española                | Bilbao                     | 2011     | Otros bienes de consumo                   |
| DIA    | DIA                                 | Las Rozas                  | 2018     | Comercio                                  |
| DRC    | Dragados                            | Madrid                     | 2003     | Construcción                              |
| EBA    | Ebro Agrícolas                      | Madrid                     | 2001     | Alimentación y bebidas                    |
| EBRO   | Ebro Foods                          | Madrid                     | 2014     | Alimentación y bebidas                    |
| ENC    | ENCE Energía y Celulosa             | Madrid                     | 2020     | Papel y artes gráficas                    |
| ARA    | Energía e Industrias Aragonesas     | Barcelona                  | 2003     | Industria química                         |
| ECR    | Ercros                              | Barcelona                  | 1992     | Industria química                         |
| FAD    | Fadesa                              | La Coruña                  | 2007     | Inmobiliarias y otros                     |
| FCC    | FCC                                 | Barcelona                  | 2016     | Construcción                              |
| FEC    | Fuerzas Eléctricas de Cataluña      | Barcelona                  | 1999     | Electricidad y gas                        |
| GES    | GESA                                | Palma de Mallorca          | 1997     | Electricidad y gas                        |
| MAS    | Grupo MásMóvil                      | Alcobendas                 | 2020     | Telecomunicaciones y otros                |
| CAN    | Hidrocantábrico                     | Oviedo                     | 2002     | Electricidad y gas                        |
| HHU    | Huarte                              | Pamplona                   | 1995     | Construcción                              |
| IBR    | Iberdrola Renovables                | Valencia                   | 2011     | Energías renovables                       |
| IBLA   | Iberia                              | Madrid                     | 2011     | Transporte y distribución                 |
| JAZ    | Jazztel                             | Pozuelo de Alarcón         | 2015     | Telecomunicaciones y otros                |
| TL5    | Mediaset España                     | Madrid                     | 2020     | Medios de comunicación y publicidad       |
| MVC    | Metrovacesa                         | Madrid                     | 2007     | Inmobiliarias y otros                     |
| TEM    | Movistar Móviles                    | Madrid                     | 2006     | Telecomunicaciones y otros                |
| NHH    | NH Hotel Group                      | Madrid                     | 2008     | Ocio, turismo y hostelería                |
| OHL    | OHL                                 | Madrid                     | 2016     | Construcción                              |
| PHM    | PharmaMar                           | Colmenar Viejo             | 2022     | Productos farmacéuticos y biotecnología   |
| GPP    | Picking Pack                        | El Prat de Llobregat       | 2001     | Telecomunicaciones y otros                |
| VDR    | Portland Valderrivas                | Pamplona                   | 1995     | Materiales de construcción                |
| PRS    | Prisa                               | Madrid                     | 2007     | Medios de comunicación y publicidad       |
| PSG    | Prosegur                            | Madrid                     | 1991     | Otros servicios                           |
| PRY    | Pryca                               | Madrid                     | 2000     | Alimentación y bebidas                    |
| PUL    | Puleva                              | Granada                    | 2001     | Alimentación y bebidas                    |
| RAD    | Radiotrónica                        | Madrid                     | 1999     | Electrónica y software                    |
| SAR    | Sarrió                              | Barcelona                  | 1993     | Papel y artes gráficas                    |
| SGRE   | Siemens Gamesa Renewable Energy     | Zamudio                    | 2022     | Fabricación y montaje de bienes de equipo |
| SGC    | Sogecable                           | Tres Cantos                | 2008     | Telecomunicaciones y otros                |
| TRE    | Técnicas Reunidas                   | Madrid                     | 2019     | Electricidad y gas                        |
| TEM    | Telefónica Móviles                  | Madrid                     | 2006     | Telecomunicaciones y otros                |
| TPI    | Telefónica Publicidad e Información | Madrid                     | 2006     | Telecomunicaciones y otros                |
| TPZ    | Telepizza                           | San Sebastián de los Reyes | 2002     | Alimentación y bebidas                    |
| TRR    | Terra Networks                      | Madrid                     | 2005     | Telecomunicaciones y otros                |
| TUB    | Tubacex                             | Llodio                     | 1999     | Mineral, metales y transformación         |
| URA    | Uralita                             | Madrid                     | 2000     | Construcción                              |
| UNF    | Unión Fenosa                        | Madrid                     | 2009     | Electricidad y gas                        |
| URB    | Urbis                               | Madrid                     | 1993     | Inmobiliarias y otros                     |
| VIS    | Viscofan                            | Tajonar                    | 2021     | Alimentación y bebidas                    |
| ZOT    | Zardoya Otis                        | Madrid                     | 1994     | Fabric. y montaje bienes de equipo        |
| ZEL    | Zeltia                              | Madrid                     | 2005     | Productos farmacéuticos y biotecnología   |

## Índices sectoriales

### Actuales
- IBEX Medium Cap. Continúa la serie del antiguo índice IBEX Complementario a partir del 1 de julio de 2005.
- IBEX Small Cap: Creado 1 de julio de 2005.
- IBEX Top Dividendo.

### Históricos
- IBEX Utilities: Creado en 1998, desaparecido el 1 de julio de 2005. Incluye compañías del sector de los servicios públicos cotizadas en el SIBE.
- IBEX Financiero: Creado en 1998, desaparecido el 1 de julio de 2005. Compuesto por los valores de finanzas, banca y seguros cotizados en el SIBE.
- IBEX Industria y Varios: Creado en 1998, desaparecido el 1 de julio de 2005. Refleja la evolución de las compañías del sector industrial y de servicios.
- IBEX Complementario: Creado en 1998, desaparecido el 1 de julio de 2005. Incluye los valores que forman parte de los índices sectoriales de la Sociedad de Bolsas pero no están incluidos en el IBEX 35.
- IBEX Nuevo Mercado: Creado en abril de 2000, desaparecido el 3 de diciembre de 2007.[31] Incluye empresas de nuevas tecnologías que se negocian en el Nuevo Mercado.